# Haus am Lützowplatz

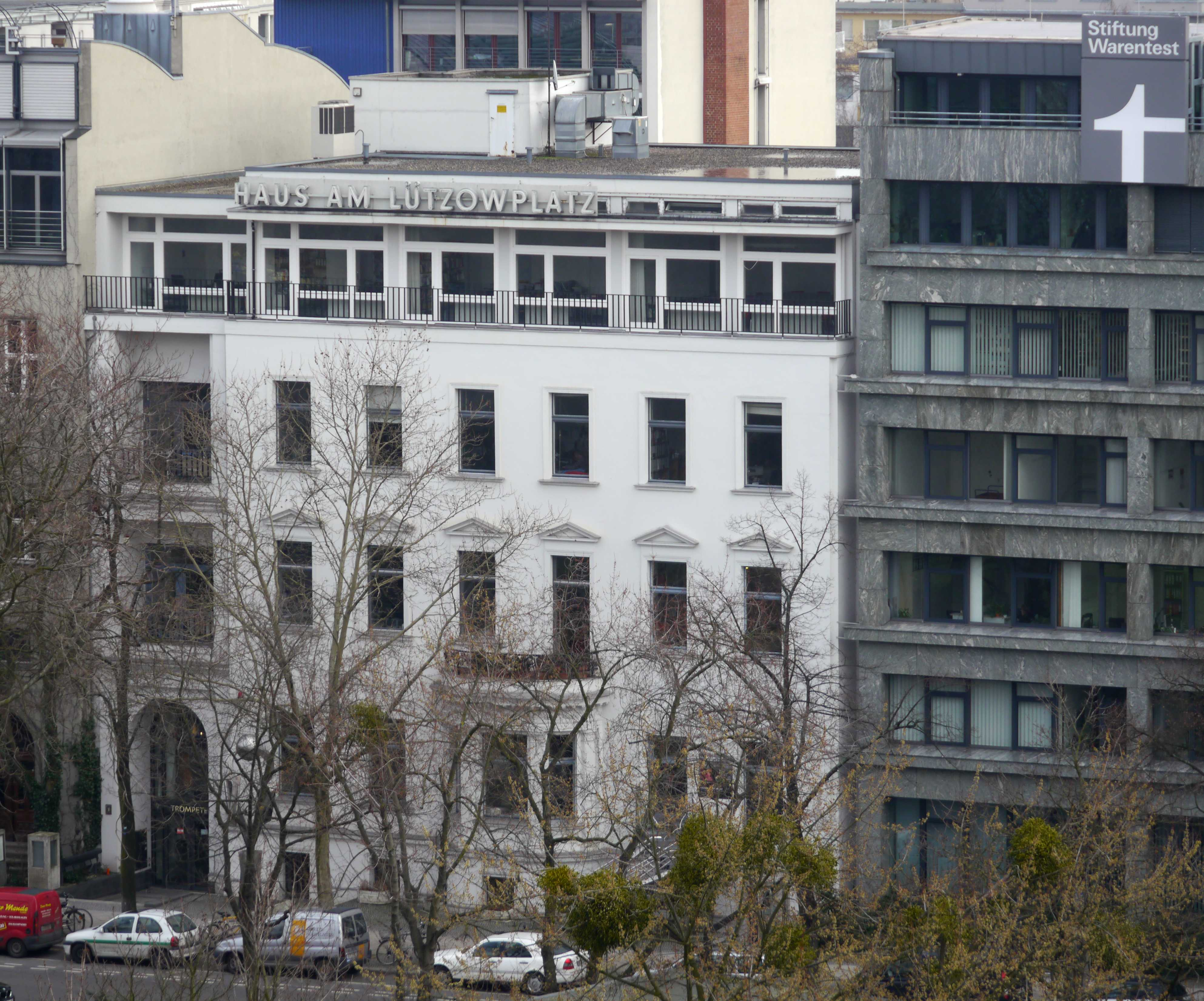

Das Haus am Lützowplatz ist ein Ausstellungszentrum für zeitgenössische Kunst am Lützowplatz im Berliner Ortsteil Tiergarten (Bezirk Mitte). Träger ist der Kunstverein „Haus am Lützowplatz – Fördererkreis Kulturzentrum Berlin e.V.“

## Geschichte

### 1873 bis 1960
Das Haus mit seiner neobarocken Fassade entstand 1873 nach Plänen des Architekten Wilhelm Neumann (1826–1907) als Wohnhaus. 1904 wurde es nach weiteren Um- und Anbauten durch die Architekten Heino Schmieden und Rudolph Speer (1849–1893) von dem Kaufmann Egon Sally Fürstenberg erworben. Als dieser 1938 mit seiner Familie das Land verlassen wollte, wurde ihm eine hohe sogenannte Reichsfluchtsteuer auferlegt, und er wurde gezwungen seinen Immobilienbesitz zu verkaufen. Das Haus am Lützowplatz wurde „arisiert“ an den Verein Berliner Künstler verkauft, der hier sein Graphisches Kabinett, seine Bibliothek und das Archiv einrichtete. 1943 wurde das Gebäude durch Bombenangriffe stark beschädigt und die Vereinsbibliothek vernichtet. Ende der 1940er Jahre wurde das Haus wieder aufgebaut und 1950 die erste Ausstellung eröffnet. Seit 1955 trägt das Gebäude den Namen Haus am Lützowplatz. Es diente dem Verein Berliner Künstler noch bis 1963 als Sitz.

### 1960 bis 1991
1960 wurde der Verein Förderkreis Kulturzentrum Berlin e. V. gegründet. Alle Gründungsmitglieder waren West-Berliner Sozialdemokraten. Der Verein, dem heute ungefähr 80 Mitglieder angehören, kaufte das Gebäude von den Erben der jüdischen Familie Fürstenberg, denen es durch eine Retsitutionsurteil rückübertragen wurde und betreibt dort nach umfangreichen Sanierungen seit 1963 ein Ausstellungsinstitut für zeitgenössische Kunst. Bis zu seinem Tod 1991 leitete Konrad Jule Hammer das Haus. Anfangs hatte der Kabarettist Wolfgang Neuss im Souterrain sein Domizil, eine weit über Berlin hinaus bekannte Spielstätte. Heute findet sich dort der Club Trompete. In dem Gebäudekomplex befinden sich unter anderem der Sitz der Arbeitsgemeinschaft Deutscher Kunstvereine, des Bund Deutscher Amateurtheater, des Fonds Darstellende Künste, der Kulturstiftung des Bundes und die Kulturstiftung der Länder (bis 2022).

### 1992 bis 2012
Nach dem Umbau 1992 stehen für Ausstellungen im Vorderhaus 240 m² und im, durch den Garten verbundenen, Seitenflügel 70 m² für Kabinettausstellungen zur Verfügung. Auch der Garten selbst ist im Sommer Ort unterschiedlicher kultureller Veranstaltungen. Jährlich finden fünf bis sechs Ausstellungen statt. Durch begleitende Kataloge werden die Informationen über einzelne Künstler oder thematische Zusammenhänge vertieft. Schwerpunkt der Ausstellungstätigkeit ist die Malerei, doch werden zunehmend auch neue Kunstformen, wie Konzept- und Objektkunst einbezogen. In einer Reihe „…and students“ stellten sich bekannte Professoren deutscher Kunsthochschulen zusammen mit ihren Studierenden vor. Von 1992 bis März 2013 war die Künstlerin Karin Pott Geschäftsführerin und Künstlerische Leiterin.

### 2013 bis heute
Seit April 2013 ist Marc Wellmann der Künstlerische Leiter des Hauses am Lützowplatz.